# Московська конференція (1945)
Московська конференція міністрів закордонних справ (також відома як Проміжна нарада міністрів закордонних справ) — зустріч міністрів закордонних справ Сполучених Штатів (Джеймса Бірнса), Великої Британії (Ернеста Бевіна) і Радянського Союзу (В'ячеслава Молотова) в грудні 1945 року з метою обговорення проблем окупації, встановлення миру та інших далекосхідних питань. Підвалини цієї зустрічі було закладено ще на Потсдамській конференції, на якій було прийнято Потсдамську угоду, перша стаття якої передбачала «створення Ради міністрів закордонних справ з метою виконання необхідної підготовчої роботи для мирного врегулювання».
Комюніке, оприлюднене після конференції 27 грудня 1945, містило спільну декларацію, яка охоплювала низку питань, породжених закінченням Другої світової війни. Підписане міністрами закордонних справ трьох названих держав, воно складалося з таких розділів:
1. Підготовка мирних договорів з Італією, Румунією, Болгарією, Угорщиною і Фінляндією.
2. Далекосхідна комісія та Союзницька рада для Японії.
3. * Далекосхідна комісія
4. * Союзницька рада для Японії
5. Народна Республіка Корея: Супротивні американська і радянська військові командування у Кореї створять Спільну комісію для вироблення рекомендацій щодо єдиного вільного уряду Кореї. До цієї комісії від самого моменту її створення обидві сторони ставилися з великою підозрою. Найголовнішим було рішення, що перш ніж Корея здобуде незалежність, буде потрібне зовнішнє управління чотирьох держав-переможниць строком до п'яти років.[2]
6. Китай
7. Створення Організацією Об'єднаних Націй комісії з контролю над атомною енергією.

Ветеран американської дипломатії Джордж Фрост Кеннан, який тоді працював в американському посольстві у Москві та особисто спостерігав, як просуваються ці справи, написав у своєму щоденнику про американського державного секретаря Джеймса Бірнса:
«Реалії поза цією угодою, оскільки вони стосуються тільки таких народів, як корейці, румуни та іранці, про яких він нічого не знає, його не стосуються, йому треба угоду для його політичного впливу вдома. Росіяни знають це. Вони здогадаються, що за цей поверховий успіх він платить високу ціну речами реальними.»